# Мольтке, Фрея фон
Графиня Фре́я фон Мо́льтке (нем. Freya von Moltke; 29 марта 1911, Кёльн, Германия — 1 января 2010, Норуич, Вермонт, США) — участница антинацистского движения Сопротивления в Германии в начале 1940-х годов, писатель, юрист. Супруга Хельмута фон Мольтке, лидера антифашистского «кружка Крейзау».

## Биография
Родилась в Кёльне в семье банкира Карла Теодора Дайхмана (Carl Theodor Deichmann) и его жены Ады Дайхман, урождённой фон Шницлер (Ada von Schnitzler). Получила юридическое образование.
В 1931 году Фрея вышла замуж за графа Хельмута Джеймса фон Мольтке. Хельмут вел собственную юридическую практику. После прихода к власти нацистов он был призван на государственную службу (в юридический отдел Абвера) и использовался как специалист по международному праву, всеми силами при этом стараясь оказывать помощь потенциальным жертвам гитлеровского режима.
В 1935 году в Университете Фридриха Вильгельма в Берлине за работу по истолкованию § 1155 Германского гражданского уложения Фрея фон Мольтке получила ученую степень доктора права. Через два года после этого у неё родился сын — Хельмут Каспер фон Мольтке, после чего Фрея постоянно жила в имении мужа Крейзау (Нижняя Силезия, ныне — на территории Польши). Здесь в 1941 году родился второй сын Хельмута и Фреи — Конрад фон Мольтке.
В 1940 году Фрея фон Мольтке вместе с супругом, а также графом Петером Йорком фон Вартенбургом (Peter Yorck von Wartenburg) и его супругой Марион (Marion Yorck von Wartenburg) участвовала в создании группы, рассматривавшей возможности демократического переустройства общества после окончания национал-социалистической тирании. Из этой группы родился антифашистский «кружок Крейзау», названный так по имению, где проходили встречи. Фрея несколько раз выступала как организатор встреч этого кружка (в мае и октябре 1942, а также июне 1943 года).
В январе 1944 года Хельмут фон Мольтке был арестован гестапо и в январе 1945 года расстрелян после провала покушения на А. Гитлера, к которому были причастны члены «кружка Крейзау». Семья фон Мольтке оказалась на территории, занятой советскими войсками. После окончания войны Фрея фон Мольтке покинула Польшу и уехала в Южную Африку, на родину её тещи Дороти фон Мольтке (урожденной Роуз-Иннес).
В ЮАР Фрея жила с 1947 по 1956 год, здесь она написала ряд работ о германском движении Сопротивления. В это время Фрея фон Мольтке понакомилась с философом Ойгеном Розенштоком-Хюсси, который покинул Германию в 1933 году и жил с того времени в США. В 1956 году Фрея вместе с сыновьми покинула ЮАР, поскольку политика апартеида вызывала у неё протест, и вернулась в Берлин. Здесь она активно пропагандировала взгляды «кружка Крейзау».
В 1960 году Фрея переехала в Соединённые Штаты Америки и поселилась в Норуиче (штат Вермонт) в доме Ройзенштока-Хюсси, жена которого незадолго перед тем умерла. Здесь Фрея фон Мольтке жила до самой смерти 1 января 2010 года. Она скончалась, как рассказал журналистам её сын Хельмут, от вирусной инфекции.

## Общественная деятельность

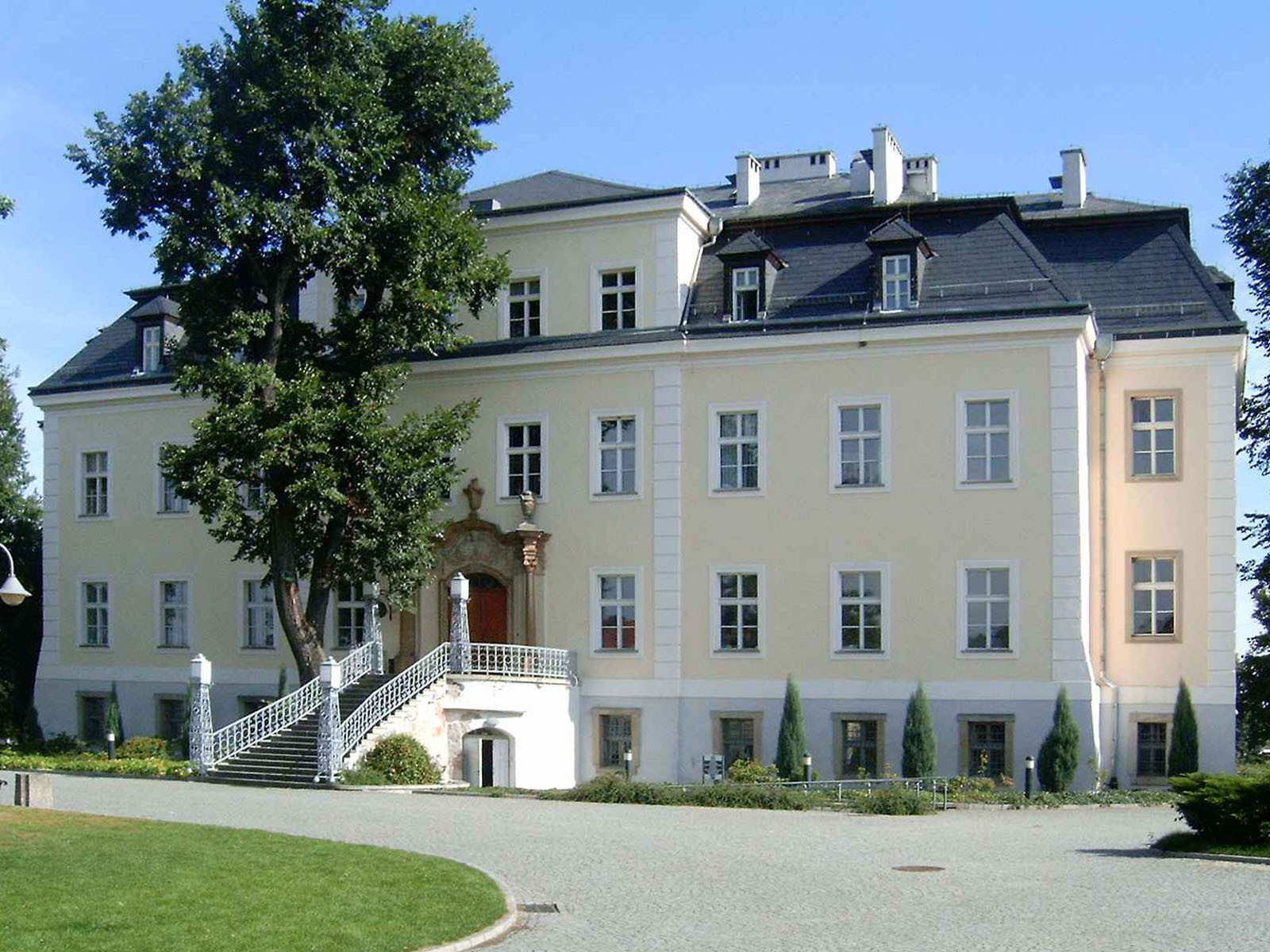
Главный дом имения Мольтке в Крейзау

После войны Фрея фон Мольтке активно пропагандировала идеи своего мужа и рассказывала о его действиях во время войны как о примере последовательного сопротивления фашистскому режиму. В 1949 году она совершила поездку в Соединенные Штаты с лекциями про прошлое и настоящее Германии.
После воссоединения Германии Фрея фон Мольтке поддержала превращение прежнего имения фон Мольтке в Крейзау (ныне Кшижова) в место встреч и конференций с целью развития немецко-польского и в целом европейского взаимопонимания. Польша и Германия ассигновали средства на восстановление дворца фон Мольтке, сильно разрушенного за годы советской власти. Ремонтные работы продолжались начались в 1990 году и продолжались восемь лет. В 1998 году имение Крейзау (Кшижова) открылось как Международный дом встреч молодежи, где проводятся международные семинары, тренинги, конференции и прочие мероприятия. Фрея фон Мольтке стала почетным председателем попечительского совета фонда «Кшижова — за европейское взаимопонимание», который сегодня владеет Кшижова и организует многочисленные проходящие там мероприятия. В 2004 году был организован собственный Фонд Фреи фон Мольтке для поддержки Нового Крейзау и других программ.
В день столетия со дня рождения Хельмута фон Мольтке, 11 марта 2007 года, Фрея фон Мольтке посетила торжества в его честь в Берлине, где канцлер Германии Ангела Меркель обозначила её мужа как символ «европейской храбрости».